# Josef Mayseder
Josef Mayseder (født 27. oktober 1789 i Wien, død 21. november 1863 sammesteds) var en østrigsk violinist og komponist.
Allerede som ganske ung var han medlem af Schuppanzigh-kvartetten, 1816 indtrådte han i hofkapellet, 1835 blev han kammervirtuos hos kejseren. Mayseder har aldrig optrådt offentlig uden for Wien; kun gennem sine elever og sine — i sin tid meget yndede — violinkompositioner var han kendt i udlandet.